# 我的摯友安妮·法蘭克
《我的摯友安妮·法蘭克》（荷蘭語：Mijn beste vriendin Anne Frank）是一部2021年荷蘭傳記劇情片，由班·尚伯格執導。影片講述了漢娜·戈斯拉和安妮·弗蘭克之間的友誼故事，故事是漢娜的角度講述。本片改編自美國作家艾莉森‧萊斯利‧戈爾德的《安妮‧法蘭克的回憶：童年好友的反思》（Memories of Anne Frank: Reflections of a Childhood Friend）。這是第一部關於安妮法蘭克一生的荷蘭電影。

## 劇情
劇情採過去與現在兩線交互穿插，分別為1942年已被納粹佔領的荷蘭阿姆斯特丹，以及1945年的貝爾根-貝爾森集中營。過去線講述漢娜早期與安妮的日常時光，現在線則講述漢娜與家人努力在集中營存活，並在機緣巧合下與安妮短暫重逢。

## 演員
- Aiko Beemsterboer 飾 安妮·弗蘭克
- Josephine Arendsen 飾 漢娜·戈斯拉（英语：Hanneli Goslar）
- Stefan de Walle 飾 奧托·弗蘭克[4]
- Lottie Hellingman 飾 露絲·茱蒂絲·戈斯拉（漢娜的母親）

## 外部連結
- 互联网电影数据库（IMDb）上《我的摯友安妮·法蘭克》的资料（英文）